# Álvaro Coelho de Athayde
Álvaro Coelho de Athayde, 20.º barão de Teive, mais conhecido como o Barão de Teive, é um dos semi-heterónimos de Fernando Pessoa. Foi criado em 1928, quando o poeta teve a necessidade de transferir toda a sua “implacável lucidez” e de se salvar a si mesmo. Nascia assim o Barão de Teive, fidalgo português, destinado a morrer, depois de dar expressão ao lado mais pessimista das múltiplas personalidades pessoanas. Os fragmentos da sua obra inacabada foram reunidos sob o título A Educação do Estóico.
| Nome:                  | Álvaro Coelho Athayde                           |
| Nascimento:            | Não existem informações específicas             |
| Morte:                 | 12/7/1920                                       |
| Nacionalidade:         | Português                                       |
| Ocupação Profissional: | Escritor                                        |
| Principais Trabalhos:  | A Educação de um Stoico; obra anterior queimada |
| Movimento Literário:   | Modernismo                                      |
| Estatuto Social:       | Aristocrata                                     |
| Assinatura:            |                                                 |

## Biografia
Álvaro Coelho de Athayde, vigésimo (ou décimo quarto, segundo um trecho dactilogrado)  Barão de Teive, morou na Quinta da Macieira, nos arredores de Lisboa. Foi o último alter ego criado por Fernando Pessoa, em 1928, não havendo quaisquer informações sobre a sua data de nascimento. Sabe-se que a sua perna esquerda fora amputada, não havendo qualquer explicação associada, mas podendo ser uma das justificações para a sua inépcia em relação às mulheres. Note-se o facto de que todos os heterónimos e semi-heterónimos são definidos pelo próprio Fernando Pessoa, na carta de 13 de janeiro de 1935, a Adolfo Casais Monteiro, como “não sendo a personalidade a minha, é, não diferente da minha, mas uma simples mutilação dela”, sendo este aspeto concreto no caso do Barão de Teive.
Não existem quaisquer informações detalhadas sobre o seu percurso académico, pois é meramente uma figura de expressão literária e filosófica, não respeitando as biografias convencionais de figuras históricas. Era estóico por autodidatismo, sendo o título da sua única obra fragmentária reflexo dessa mesma filosofia: A Educação do Stoico.
Na narrativa ficcional criada por Fernando Pessoa em torno do Barão, é anunciado, numa notícia de jornal , a 12 de julho de 1920, o suicídio do fidalgo, na mesma quinta onde vivera, depois de deixar o seu manuscrito na gaveta de um hotel, para ser encontrado por Pessoa.

## Obra
Os seus escritos foram reunidos na obra A Educação do Estóico, de pendor introspetivo e de carácter fragmentário.

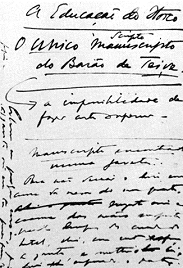
Primeira página do livro A Educação do Estóico

Um dos títulos ponderados para o livro foi A Profissão do Improdutor, que refletia a necessidade de Fernando Pessoa exprimir, numa só personalidade, a sua incapacidade de terminar por completo um trabalho literário de grande envergadura, já que, nesta ocasião, vivia atormentado com a construção do Livro do Desassossego. Esta improdutividade típica do Barão de Teive não se limitou ao plano literário e expressou-se também no plano físico.   
No manuscrito, logo abaixo do título, surge como segundo título ou título principal O Único Manuscrito do Barão de Teive (O Único Scripto/ Manuscripto do Barão de Teive), com uma seta a apontar para o que seria o subtítulo definitivo - “a impossibilidade de fazer arte superior”. 
Esta obra é reconhecida pelo seu caráter filosófico e intimista, refletindo as complexidades da existência humana e as visões particulares do autor sobre a natureza da vida, na qual não acredita.
Os trechos atribuídos ao Barão de Teive foram recolhidos de um caderno preto  e ocupavam trinta e uma páginas, em duas dessas estão registados dois poemas datados de 6 de agosto de 1928. Além deste caderno, existem ainda dezoito textos avulsos de dimensões variáveis, uns manuscritos e outros dactilografados.
Alguns excertos assinados pelo Barão de Teive foram publicados pela primeira vez em 1960, no prefácio à obra de Fernando Pessoa, Obra Poética, organizada e anotada por Maria Aliete Galhoz, e publicada no Rio de Janeiro, pela Editora José Aguilar, em 1960. 
A primeira edição independente da sua obra foi publicada em abril de 1999, havendo uma edição crítica em 2007. 

## Temas
Tendo em conta o carácter fragmentário dos textos do Barão de Teive, as diferentes temáticas encontram-se dispersas pelos manuscritos, não seguindo assim uma sequência lógica. No entanto, há temáticas que unem os excertos como a lucidez, o orgulho, a dicotomia vida/morte e a filosofia estóica.

### Lucidez

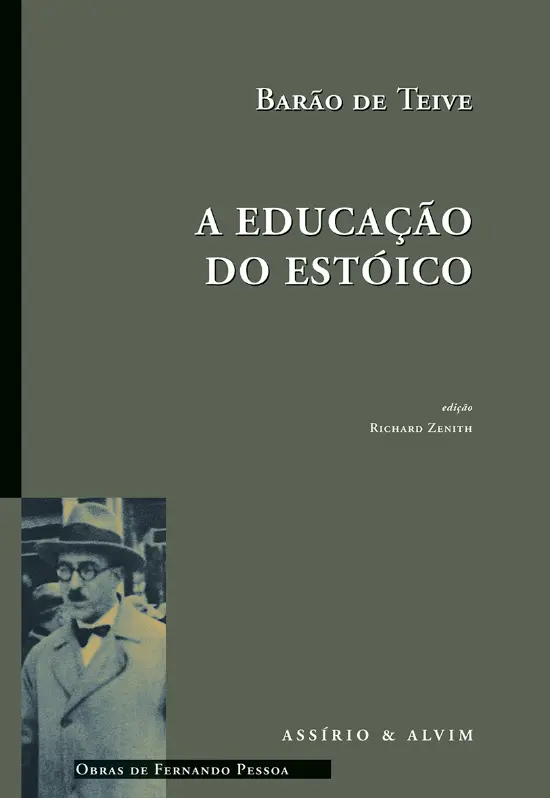
Capa do livro A Educação do Estóico do Barão de Teive

Devido ao raciocínio que possuía, faltou-lhe um lado mais afetivo, acabando por defender a loucura: assim, o Barão está a priori condenado a morrer pela sua excessiva racionalidade. No livro A Educação do Estoico, o seu autor escreve que a "conduta racional da vida é impossível" e, por isso, perante tanta lucidez, só lhe resta o suicídio: “Atingi, creio, a plenitude do emprego da razão. E é por isso que me vou matar”.

### Orgulho
Além da lucidez e de uma racionalidade absurda, o orgulho do Barão contribuiu para o seu suicídio. No seu testamento para a posteridade, afirma que o seu orgulho “nunca sofreu que eu me permitisse menos do que a minha inteligência poderia fazer. Nunca pude conceder a mim mesmo a autorização para o meio-termo, para qualquer coisa menos na obra que a minha personalidade inteira e o meu desejo todo." - porém, apesar da sua inteligência e do desejo de criar uma arte superior que o libertasse, foi incapaz de concretizar qualquer plano/obra. Esta incapacidade de se realizar literariamente condu-lo à decisão do suicídio, não antes de queimar todos os seus escritos para escrever algo que explicasse as suas motivações para pôr fim à própria vida. Mas esta nova obra revelou-se incoerente e desconexa, acentuando a angústia sentida pelo Barão.

### Estoicismo
Para o Barão de Teive, o estoicismo define-se como uma assunção do sofrimento de forma passiva e silenciosa. Deste modo, recusa a anestesia geral no momento da amputação da perna e critica os “grandes poetas pessimistas” do século XIX, como Antero de Quental, por escreverem poesia usando os seus sofrimentos e problemas pessoais, ao invés de os conterem.
Fernando Pessoa, em Ficções do Interlúdio, define o estoicismo do fidalgo e a sua personalidade como alguém que “pensa claro, escreve claro, e domina as suas emoções"  - realça-se então o autodomínio característico da corrente estoicista.

## Estilo
- Prosa
- Diário em fragmentos
- Estilo confessional e de introspecção
- Narração na primeira pessoa
- Obra Inacabada
- Reflexões sobre a vida
- Estoicismo